# Anarthrioideae
Anarthrioideae, potporodica jednosupnica nekada priznata kao posebna porodica Anarthriaceae, danas dio porodice Restionaceae. Sastoji se od tri roda s deset vrsta zeljastih biljaka iz jugozapadne Australije.
Porodicu Anarthriaceae opisali su 1965. D.W.Cutler & Airy Shaw. To su zimzelene dvodomne biljke, cespitozne, kratko rizomske ili s razgranatim nadzemnim stabljikama.

## Rodovi
1. Anarthria R. Br.
2. Hopkinsia W. Fitzg.
3. Lyginia R.Br.

## Sinonimi
- Anarthriaceae D.W. Cutler & Airy Shaw